# Ronde van Duitsland 2004
De Ronde van Duitsland 2004 was de 27e editie van de Ronde van Duitsland. De titelverdediger was Michael Rogers. De koers werd verreden van 31 mei tot en met 6 juni. De Duister Patrik Sinkewitz won deze editie, nadat hij in de derde etappe de macht had gegrepen.

## Etappenschema
| Etappe | Datum  | Start – Finish            | km         | Etappewinnaar     | Klassementleider |
| ------ | ------ | ------------------------- | ---------- | ----------------- | ---------------- |
| 1      | 31 mei | Karlsruhe                 | 23,7 (ITT) | Michael Rich      | Michael Rich     |
| 2      | 1 juni | Bad Urach – Wangen        | 172,5      | Tom Boonen        | Michael Rich     |
| 3      | 2 juni | Wangen – St. Anton (Oos)  | 166,6      | Patrik Sinkewitz  | Patrik Sinkewitz |
| 4      | 3 juni | Bad Tölz – Landshut       | 181,4      | Sébastien Hinault | Patrik Sinkewitz |
| 5      | 4 juni | Kelheim – Kulmbach        | 192,2      | Allan Davis       | Patrik Sinkewitz |
| 6      | 5 juni | Kulmbach – Oberwiesenthal | 186        | Francisco Mancebo | Patrik Sinkewitz |
| 7      | 6 juni | Chemnitz – Leipzig        | 173,3      | Tom Boonen        | Patrik Sinkewitz |

## Eindklassement
|    | Renner                    | Ploeg                 | Tijd        |
| -- | ------------------------- | --------------------- | ----------- |
| 1  | Patrik Sinkewitz          | Quick Step-Davitamon  | 26h 17' 12" |
| 2  | Jens Voigt                | Team CSC              | + 18"       |
| 3  | Jan Hruška                | Liberty Seguros       | + 23"       |
| 4  | Igor González de Galdeano | Liberty Seguros       | + 28"       |
| 5  | Francisco Mancebo         | Illes Balears-Banesto | + 54"       |
| 6  | Andreas Klöden            | T-Mobile Team         | + 57"       |
| 7  | Jan Ullrich               | T-Mobile Team         | + 59"       |
| 8  | José Iván Gutiérrez       | Illes Balears-Banesto | + 1' 47"    |
| 9  | Davide Rebellin           | Gerolsteiner          | + 2' 12"    |
| 10 | Sergio Marinangeli        | Domina Vacanze        | + 2' 18"    |

## Puntenklassement
|   | Renner       | Ploeg           | Punten |
| - | ------------ | --------------- | ------ |
| 1 | Danilo Hondo | Gerolsteiner    | 86     |
| 2 | Allan Davis  | Liberty Seguros | 74     |
| 3 | Jens Voigt   | CSC             | 68     |

## Bergklassement
|   | Renner            | Ploeg                 | Punten |
| - | ----------------- | --------------------- | ------ |
| 1 | Patrik Sinkewitz  | Quick Step-Davitamon  | 22     |
| 2 | Francisco Mancebo | Illes Balears-Banesto | 18     |
| 3 | Lubor Tesař       | eD'System-ZVVZ        | 15     |

## Ploegenklassement
|   | Ploeg                 | Tijd     |
| - | --------------------- | -------- |
| 1 | T-Mobile Team         | 78:56:16 |
| 2 | Illes Balears-Banesto | + 0' 06" |
| 3 | Team Gerolsteiner     | + 4' 55" |

1911 · 1912-1921 · 1922 · 1923-1926 · 1927 · 1928-1929 · 1930 · 1931 · 1932-1936 · 1937 · 1938 · 1939 · 1940-1946 · 1947 · 1948 · 1949 · 1950 · 1951 · 1952 · 1953-1959 · 1960 · 1961 · 1962 · 1963-1978 · 1979 · 1980 · 1981 · 1982 · 1983-1998 · 1999 · 2000 · 2001 · 2002 · 2003 · 2004 · 2005 · 2006 · 2007 · 2008 · 2009-2017 · 2018 · 2019 · 2020 · 2021 · 2022 · 2023 · 2024